# AngL
angL è il secondo album in studio da solista del musicista norvegese Ihsahn, noto come frontman degli Emperor. Il disco è uscito nel 2008.

## Tracce
1. Misanthrope – 4:58
2. Scarab – 5:17
3. Unhealer – 6:17
4. Emancipation – 5:27
5. Malediction – 4:19
6. Alchemist – 4:19
7. Elevator – 5:07
8. Threnody – 5:08
9. Monolith – 6:27

## Formazione
- Ihsahn - voce, chitarre, sintetizzatori, tastiere
- Asgeir Mickelson - batteria
- Mikael Åkerfeldt - voce in Unhealer